# 阿糖醇
阿糖醇（英語：或阿拉伯糖醇英語：）是一种糖醇，可由阿拉伯糖或来苏糖还原而成。一些有机酸可以与D-阿糖醇起反应，可以作为肠道寄生虫如白色念珠菌或其它真菌的检测指示剂。